# Смідович Антон Людвігович
Анто́н Лю́двігович Смідо́вич  (* 29 травня (10 червня за новим стилем) 1872, Кам'янець-Подільський — † 19 січня (1 лютого за новим стилем) 1916, на Катеринославщині) — український санітарний лікар і громадський діяч.

## Біографічні відомості
Антон (Антоній-Ігнатій) Смідович народився в Кам'янці-Подільському. Римо-католик. 1892 року закінчив Кам'янець-Подільську гімназію .
1898 року закінчив медичний факультет Київського університету.
Після закінчення університету, у 1899—1904 роках, працював земським дільничим лікарем в Одеському повіті. Далі перейшов на санітарну роботу. У 1904—1906 роках був санітарним лікарем у Богучарському повіті Воронезької губернії. У 1906—1908 роках таку ж посаду обіймав в Олександрійському повіті Херсонської губернії.
У 1908—1916 роках працював завідувачем санітарного бюро Катеринославського губернського земства (Катеринослав, нині — Дніпро).
Брав активну участь у реорганізації санітарної служби Катеринославського земства, сприяв розвиткові технічного напряму в санітарії та пропаганді санітарних знань. Редагував журнал «Врачебно-санитарная хроника Екатеринославского губернского земства».
Автор низки праць з питань санітарії.
Учасник боротьби з епідемією холери на Катеринославщині, помер на цю хворобу.